# Káto Alepokhórion
Káto Alepokhórion (Alepochori) är en ort i Grekland.   Den ligger i prefekturen Nomarchía Dytikís Attikís och regionen Attika, i den sydöstra delen av landet, 50 km väster om huvudstaden Aten. Káto Alepokhórion ligger 1 meter över havet och antalet invånare är 220.
Terrängen runt Káto Alepokhórion är varierad. Havet är nära Káto Alepokhórion åt nordväst. Runt Káto Alepokhórion är det ganska tätbefolkat, med 75 invånare per kvadratkilometer. Närmaste större samhälle är Mégara, 17,1 km sydost om Káto Alepokhórion. 